# Allochlamys darwinii
Allochlamys darwinii är en amarantväxtart som beskrevs av Horace Bénédict Alfred Moquin-Tandon. Allochlamys darwinii ingår i släktet Allochlamys och familjen amarantväxter. Inga underarter finns listade i Catalogue of Life.